# Kali gluconat
Kali gluconate là muối kali của base liên hợp của axit gluconic. Nó cũng được gọi là muối kali axit 2,3,4,5,6-pentahydroxycaproic, muối kali axit D -gluconic hoặc kali D -gluconate.
Nó chứa 16,69% kali theo khối lượng. Do đó, 5,99 g kali gluconate chứa 1 g kali.
Nó có mật độ 1,73 g / cm 3.

## Sử dụng chế độ ăn uống
Kali gluconate được sử dụng như một chất bổ sung khoáng chất và chất cô lập. Nó được bán không cần đơn thuốc dưới dạng viên nén hoặc viên nang cung cấp tới 593 mg kali gluconate, do đó chứa 99 mg hoặc 2,53 milliequivalents của kali nguyên tố. Đây là giới hạn trên cho phép đối với mỗi viên thuốc hoặc viên nang bổ sung kali không kê đơn được bán ở Mỹ. Kali gluconate cũng được bán không cần đơn thuốc dưới dạng bột số lượng lớn.
Là một phụ gia thực phẩm, kali gluconate được sử dụng như một chất điều chỉnh độ axit và thực phẩm men. Nó được gọi là tham chiếu số E E577.

### An toàn
Liều gây chết trung bình bằng miệng (LD50) ở chuột là 10,38 g / kg. Đây không phải là một chỉ số về liều uống hàng ngày an toàn ở chuột hoặc người.